# Хёугли, Петтер
Петтер Хёугли (норв. Petter Haugli; род. 12 октября 1958) — норвежский шахматист, международный мастер (1988).
В составе сборной Норвегии участник двух Олимпиад (1988, 1994) и 9-го командного чемпионата Европы (1989) в Хайфе.

## Изменения рейтинга
| Графики недоступны из-за технических проблем. См. информацию на Фабрикаторе и на mediawiki.org. |